# Бъдник
 Тази статия е за ритуалния предмет.  За празника вижте Бъдни вечер.  
Бъ̀дникът (наричан на някои места също бъ̀дняк, кола̀дни, прѝкладник) е парче дърво с важна роля в традиционните обичаи на празника Бъдни вечер.
Бъдникът е отсечен ствол от поне тридесетгодишно дъбово дърво, което според традициите на южните славяни трябва да се постави в огнището или камината и да гори през нощта на тържествената трапеза на Бъдни вечер. Вярването е, че светлината и топлината от бъдника не само символизират раждането на новото Слънце и Иисус Христос, но те са и причина на празничната трапеза да гостуват мъртвите предци и самата Божия Майка, за която се нарича и първия къшей при разчупването на празничния обреден хляб.
Бъдникът се подготвя в навечерието на празника със специални обреди. Отсича се в гората от младеж в бредбрачна възраст от съответната къща, а ако няма такъв – от наскоро женен. То са носи на рамо, за да не докосне земята и се поставя в къщата, където се миросва. Миросването се състои в пробиването на дупка в дебелия край на дървото, в която се поставя зехтин (или краве масло), тамян и восък и след запушването ѝ се увива с бяло ленено (ако няма – конопено) платно. Този ритуал до запалването на дървото се съпровожда с песни и това е неотменима част от празника, защото се вярва в неговата магическа и лечебна сила. На сутринта на Коледа бъдникът се гаси с вино. От неизгорелите части на дървото се правят кръстчета, или се вграждат в ралото като символ на селския труд и плодородието. Пепелта му се използва за лек или се разпръсква за плодородие в нивите.